# Adam Zdunikowski
Adam Zdunikowski (ur. 30 maja 1966 w Warszawie) – polski śpiewak operowy (tenor).

## Życiorys
Kontakty z muzyką rozpoczął już w wieku siedmiu lat, śpiewając w warszawskim chórze chłopięcym „Lutnia”.
W 1990 roku podjął współpracę z Warszawską Operą Kameralną, na scenie której zadebiutował w 1990 roku partią Clema w Małym kominiarczyku B. Brittena.
W 1991 roku ukończył studia w Akademii Muzycznej im. Fryderyka Chopina w Warszawie, w klasie śpiewu solowego prof. Romana Węgrzyna. 
W tym samym roku został solistą Teatru Wielkiego w Warszawie a także uczestniczył w Konkursie Sztuki Wokalnej im. Ady Sari w Nowym Sączu, gdzie otrzymał wyróżnienie.
Począwszy od 1992 roku artysta współpracuje regularnie z teatrami operowymi w Bydgoszczy, Bytomiu, Krakowie, Poznaniu, Wrocławiu, Gdańsku i Szczecinie. W 1996 roku nawiązał współpracę z hamburską Staatsoper, śpiewając Ferranda w Così fan tutte W.A. Mozarta. Z zespołem tym odbył tournée po Japonii (maj 1996). W sezonie artystycznym 1998/1999 nawiązał współpracę z Teatrem Narodowym w Pradze. Występował tam w przedstawieniach Cyrulik sewilski G. Rossiniego i Czarodziejski flet W.A. Mozarta oraz uczestniczył w inauguracji sezonu w Filharmonii Narodowej w Warszawie – Pory roku J. Haydna pod dyrekcją Kazimierza Korda.
W latach 1990, 1991, 1996, 1998 brał udział w organizowanych przez Warszawską Operę Kameralną Festiwalach Mozartowskich. W 1991 otrzymał wyróżnienie na IV Międzynarodowym Konkursie Sztuki Wokalnej im. Ady Sari w Nowym Sączu. W 1992 został laureatem III nagrody na I Międzynarodowym Konkursie Wokalnym im. Stanisława Moniuszki w Warszawie. W 1995 został finalistą Międzynarodowego Konkursu Wokalnego Belvedere w Wiedniu. Występował również na następujących festiwalach muzycznych: Festiwal Mozartowski w Zielonej Górze (1991), XXX Festiwal Moniuszkowski w Kudowie-Zdroju (1991), X Tydzień Talentów w Tarnowie (1992), XXX Międzynarodowy Festiwal Wratislavia Cantans (1995), I i III Festiwal Operowy w Bydgoszczy (1994 i 1996), V Międzynarodowe Spotkania Muzyczne Wschód-Zachód w Zielonej Górze (1996), I i II Festiwal Operowy w Krakowie (1997, 1998), Międzynarodowy Festiwal Muzyki i Sztuki w Bejrucie (1999).
Jest laureatem I edycji Nagrody Ministra Kultury i Sztuki AD ASTRA.
Do bardziej znaczących wydarzeń w jego karierze artystycznej zaliczyć należy: udział w europejskim prawykonaniu Psalmów Jerozolimskich Noama Sheriffa pod dyrekcją samego kompozytora (1996), polskiej prapremierze opery I Lituani A. Ponchiellego w wersji koncertowej, koncercie Stabat Mater G. Rossiniego pod dyrekcją Nello Santiego, światowej premierze Stabat Mater J. Stefaniego pod dyrekcją Grzegorza Nowaka, koncercie IX Symfonii L. van Beethovena pod dyrekcją Jerzego Semkowa na zakończenie obchodów 25-lecia orkiestry Sinfonia Varsovia, produkcji Strasznego dworu St. Moniuszki w Buffalo (USA) oraz w koncercie Mszy As-dur F. Schuberta pod dyrekcją Siegfrieda Köhlera na zakończenie obchodów Roku Schubertowskiego.
Od chwili debiutu konsekwentnie poszerza swój repertuar – obecnie posiada około 40 partii operowych. W swoim dorobku ma role w takich operach, jak: Fidelio L. van Beethovena, Norma V. Belliniego, Carmen G. Bizeta, Eugeniusz Oniegin P. Czajkowskiego, Łucja z Lammermooru G. Donizettiego, Faust Ch. Gounoda, Straszny dwór St. Moniuszki, Uprowadzenie z seraju, Wesele Figara i Don Giovanni W.A. Mozarta, Opowieści Hoffmanna J. Offenbacha, Madame Butterfly G. Pucciniego, Cyrulik sewilski G. Rossiniego, Salome R. Straussa, La Traviata G. Verdiego.
W Operze Narodowej wystąpił między innymi w partiach:  Pasterza w Królu Rogerze K. Szymanowskiego (2000), Leńskiego w Eugeniuszu Onieginie P. Czajkowskiego (2002), Don Ottavia w Don Giovannim W.A. Mozarta (2002), Pruniera w La Rondine G. Pucciniego (2003), Narrabotha w Salome R. Straussa (2004), jako Szalona w Curlew River B. Brittena (2005), jako książę Filip w Iwonie, księżniczce Burgunda Z. Krauzego (2007), jako Tamino w spektaklu W krainie czarodziejskiego fletu W.A. Mozarta (2007) oraz w roli hrabiego Almavivy w Cyruliku sewilskim G. Rossiniego (2007).
Artysta posiada w swoim dorobku również bogaty repertuar oratoryjno-kantatowy (około 50 tytułów), z którym występował m.in. w Filharmoniach: Białostockiej, Koszalińskiej, Olsztyńskiej, Opolskiej, Rzeszowskiej, Szczecińskiej, Wrocławskiej, Zielonogórskiej i za granicą.
Występował pod batutami takich znakomitości jak: Jerzy Semkow, Nello Santi, Jiří Bělohlávek, Kazimierz Kord, Antoni Wit, Siegfried Köhler, Noam Sheriff, Jerzy Maksymiuk czy Krzysztof Penderecki.
W styczniu 2012 otrzymał Srebrny Medal „Zasłużony Kulturze Gloria Artis”.

## Dyskografia
- 2000, Seven Gates of Jerusalem Penderecki Adam Zdunikowski, Bożena Harasimowicz-Hass, Izabela Kłosińska, Agnieszka Rehlis, Romuald Tesarowicz, Krzysztof Penderecki
- 2001, Trzej Polscy Tenorzy, Dariusz Stachura, Bogusław Morka, Adam Zdunikowski, Sławomir Chrzanowski, Orkiestra Symfoniczna Filharmonii Zabrzańskiej
- 2005, Zemsta nietoperza Johanna Straussa, Adam Zdunikowski, Paweł Skubała, Iwona Hossa, Marta Boberska, Jarosław Bręk, Wojciech Gierlach, Anna Karasińska, Anna Lubańska, Jerzy Maksymiuk, Chór Filharmonii Narodowej, Polska Orkiestra Radiowa
- 2006, Wolfgang Amadeus Mozart: Requiem (DVD/CD), Adam Zdunikowski, Iwona Hossa, Urszula Kryger, Romuald Tesarowicz, Tadeusz Wojciechowski, Orkiestra i Chór Filharmonii Łódzkiej
- 2007, Krzysztof Penderecki - Te Deum, Hymne an den heiligen Daniel, Polymorphia, Adam Zdunikowski, Izabela Kłosińska, Agnieszka Rehlis, Piotr Nowacki, Krzysztof Penderecki, Orkiestra Symfoniczna Filharmonii Narodowej
- Krzysztof Penderecki - Credo, Adam Zdunikowski, Izabela Kłosińska, Piotr Nowacki, Ewa Marciniec, Henryk Wojnarowski, Orkiestra Symfoniczna Filharmonii Narodowej
- Stanisław Moniuszko - Litanie Ostrobramskie, Adam Zdunikowski, Iwona Hossa, Bożena Harasimowicz-Hass, Anna Lubańska, Czesław Gałka, Henryk Wojnarowski, Orkiestra Symfoniczna Filharmonii Narodowej
- Beethoven - Oratorio Christ on the Mount of Olives, Op.85, Adam Zdunikowski, Ann Petersen, Ole Støvring Larsen, Knud Vad, Toruńska Orkiestra Symfoniczna
- 2007, Karol Szymanowski: Hagith (DVD), Adam Zdunikowski, Wioletta Chodowicz, Viktor Gorelikov, Taras Ivaniv, Maciej Krzysztyniak, Orkiestra Opery Wrocławskiej, Chór Opery Wrocławskiej, Tomasz Szreder